# もう少し、嫌な奴
『もう少し、嫌な奴』（もうすこし、いやなやつ）は、朝日放送テレビで2019年3月31日から2019年9月29日まで毎週日曜23:10 - 23:35（JST）に放送されていたバラエティ番組である。

## 概要
世間の人々を悩ませる「嫌な奴」に対し、ストレスを軽くさせるために、ジャルジャル・アキナ・かまいたちが「もっと嫌な奴」を面白く、おかしく、演じるといった内容だった。2020年8月下旬よりU-NEXTで過去放送分の一括配信を開始した。

## コーナー
もう少しどころじゃない嫌な奴
番組冒頭など、数か所で挿入されるミニコント。コンビの垣根を越えたユニットコントで行われる。
コント
毎週、1組がその回のお題に沿ったコントを行う。

## 出演者
- ジャルジャル
- アキナ
- かまいたち
- 天の声：三遊亭円楽

## 放送局・配信元
放送局
| 放送対象地域 | 放送局                | 系列           | 放送日時（JST）              | 放送期間                       | ネット状況 | 備考     |
| ------------ | --------------------- | -------------- | ---------------------------- | ------------------------------ | ---------- | -------- |
| 近畿広域圏   | 朝日放送テレビ（ABC） | テレビ朝日系列 | 日曜 23:10 - 23:35           | 2019年3月31日 - 2019年9月29日  | 制作局     | 制作局   |
| 長崎県       | 長崎文化放送（NCC）   | テレビ朝日系列 | 火曜 0:50 - 1:23（月曜深夜） | 2019年4月8日 - 放送終了日不明  | 遅れネット |          |
| 熊本県       | 熊本朝日放送（KAB）   | テレビ朝日系列 | 土曜 10:20 - 10:45           | 2019年4月13日 - 放送終了日不明 | 遅れネット |          |
| 宮城県       | 東日本放送（KHB）     | テレビ朝日系列 | 日曜 0:40 - 1:05（土曜深夜） | 2019年4月14日 - 2019年10月20日 | 遅れネット |          |
| 石川県       | 北陸朝日放送（HAB）   | テレビ朝日系列 | 火曜 1:00 - 1:30（月曜深夜） | 2019年4月16日 - 2019年10月8日  | 遅れネット | [ 注 2 ] |
| 福島県       | 福島放送（KFB）       | テレビ朝日系列 | 日曜 0:35 - 1:00（土曜深夜） | 2019年4月21日 - 放送終了日不明 | 遅れネット |          |
| 中京広域圏   | メ～テレ（NBN）       | テレビ朝日系列 | 木曜 1:29 - 1:59（水曜深夜） | 2019年5月2日 - 放送終了日不明  | 遅れネット |          |
| 鹿児島県     | 鹿児島放送（KKB）     | テレビ朝日系列 | 金曜 1:55 - 2:25（木曜深夜） | 2019年5月3日 - 2019年10月25日  | 遅れネット |          |
| 日本全国     | スカイA               | CS放送         | 火曜 26:00-26:30（月曜深夜） | 2020年1月22日 - 放送終了日不明 |            |          |

不定期ネット局
- 新潟テレビ21（UX、新潟県）- 2019年6月25日[4]・7月2日・7月9日（火曜）0:55 - 1:30（6月24日[4]・7月1日・7月8日〈月曜〉深夜）
- 広島ホームテレビ（HOME、広島県） - 2019年6月30日・7月7日（日曜）0:50 - 1:20（6月29日・7月6日〈土曜〉深夜）以降も9月までスポーツ中継がない時に同時間帯に実質レギュラー編成。6月30日（日曜）12:00 - 12:55（第1回を放送）。その後はレギュラー編成の遅れネット番組（『ビートたけしのTVタックル』など）が休止となった時などに穴埋めとして放送。
- 岩手朝日テレビ（IAT、岩手県）- 2019年7月3日・7月10日（水曜）0:55 - 1:25（7月2日・7月9日〈火曜〉深夜）以降も当分の間スポーツ中継がない時に同時間帯に実質レギュラー編成。
- 山口朝日放送（yab、山口県） - 2019年7月4日（木曜）0:50 - 1:17（7月3日〈水曜〉深夜）、7月11日（木曜）1:05 - 1:32（7月10日〈水曜〉深夜）
- 北海道テレビ（HTB、北海道） - 2019年7月5日（金曜）0:55 - 1:25（7月4日〈木曜〉深夜）、7月12日（金曜）1:10 - 1:40（7月11日〈木曜〉深夜）
- 琉球朝日放送（QAB、沖縄県）- 2019年7月13日（土曜）0:35 - 1:05（7月12日〈金曜〉深夜）以降も当分の間スポーツ中継がない時に同時間帯に実質レギュラー編成。毎月第2週は『チネマ・パラディーゾ』を、最終週は『朝まで生テレビ!』を放送のため休止。
- 静岡朝日テレビ（SATV、静岡県） - 2019年6月21日（金曜）23:45 - 6月22日（土曜）0:45（朝日放送テレビでの6月16日分の1時間スペシャルを放送）
- 山陰放送（BSS、鳥取県・島根県）- 2019年8月28日（水曜）1:30 - 2:00（8月27日〈火曜〉深夜）
  - 上記6局では同時刻に通常放送の『松本家の休日』（朝日放送テレビ制作。いずれも遅れネットのため、遅れ幅は各局により異なる）が、レギュラー主演者の一人、宮迫博之（雨上がり決死隊）自身の不祥事により放送を休止したため、差し替え番組として放送。
  - 広島ホームテレビでは、別途自社制作番組『ココ!ブランニュー』が休止となった6月30日正午枠でも初回の1時間スペシャル（朝日放送テレビでの3月31日分）を放送。

### ネット配信
| 配信サイト | 対象           | 備考       |
| ---------- | -------------- | ---------- |
| U-NEXT     | 放送済分。23回 | 見放題対象 |